# 마음 (불교)
마음(心, 산스크리트어: citta, 팔리어: citta)은 부파불교의 설일체유부 등에 따르면 안식·이식·비식·설식·신식·의식의 6식(六識)을 말한다. 대승불교의 유식유가행파 등에 따르면 6식에 제7식의 말나식과 제8식의 아뢰야식을 더한 8식(八識)을 말한다.
마음을 주체(主體) 또는 주관(主觀)의 뜻에서 심왕(心王)이라고도 하며, 집기(集起, 산스크리트어: citta)의 뜻에서 심법(心法, 산스크리트어: citta-dharma, 팔리어: citta-dhamma)이라고도 한다. 또한, 마음을 장소 또는 공간이라는 뜻에서 지(地, 산스크리트어: bhūmi)라고도 하는데, 이것은 마음(6식 또는 8식, 즉 심왕, 즉 심법)이란 온갖 심소법(心所法)들, 즉 선(善) · 불선(不善) · 무기(無記)의 온갖 마음작용들이 일어나고[生] 작용하고[住] 변화하고[異] 사라지는[滅] 공간이라는 것을 말한다. 또한, 부파불교와 대승불교의 법체계에 따르면, 이러한 주체 또는 공간으로서의 마음(6식 또는 8식, 즉 심왕, 즉 심법)도 유위법(有爲法)의 일종이므로 온갖 마음작용(심소법)들과 마찬가지로, 엄정한 원인과 결과의 법칙 하에, 일어나고[生] 작용하고[住] 변화하고[異] 사라지는[滅] 그러한 법(法, 구체적 존재)이다.
마음을 심(心)이라고도 하며, 의(意)라고도 하며, 식(識)이라고도 하며, 심의식(心意識)이라고도 한다.
마음은 5온(五蘊)의 법체계에서 식온(識蘊)에, 12처(十二處)의 법체계에서 의처(意處)에, 18계(十八界)의 법체계에서 7심계(七心界)에, 부파불교의 설일체유부의 5위 75법의 법체계와 대승불교의 유식유가행파와 법상종의 5위 100법의 법체계에서 심법(心法)에 해당한다.
또한, 마음(6식 또는 8식, 즉 심왕, 즉 심법)과 마음작용(심소법)을 합하여 마음이라 하기도 한다.
부파불교에서는 마음을 심 · 의 · 식 또는 6식이라고 할 때, 본래부터 3가지 또는 6가지의 서로 다른 마음이 있는 것이 아니라고 본다. 마음은 본래 1가지로 단일한 것이지만 시각과 청각이 서로 다르듯이 그 작용과 인식의 종류에는 차별이 있는데 그 차별에 따라 심 · 의 · 식의 3가지로 혹은 6가지의 식으로 나누는 것이 편리하기에 그렇게 분류하는 것일 뿐이라고 본다. 즉 심 · 의 · 식 또는 6식의 체(體)가 하나라고 본다. 이러한 이유로 설일체유부의 5위 75법의 법체계에서 심법(心法)은 6식을 하나로 묶은 1가지의 법으로 구성되어 있다. 이에 비해 대승불교의 유식유가행파에는 마음 즉 심 · 의 · 식 또는 8식의 체(體)가 하나라는 심체일설(心體一說) 또는 식체일설(識體一說)의 견해와 심 · 의 · 식 또는 8식 각각에는 별도의 체(體)가 있다는 심체별설(心體別說) 또는 식체별설(識體別說)의 견해가 있다. 전자의 심체일설 또는 식체일설은 안혜 계통의 무상유식파(無相唯識派)의 견해이고, 후자의 심체별설 또는 식체별설은 호법 계통의 유상유식파(有相唯識派)와 중국의 법상종의 견해이다. 이러한 이유로 유식유가행파(정확히 말하면, 유상유식파)와 법상종의 5위 100법의 법체계에서 심법(心法)은 8식에 해당하는 8가지의 법으로 구성되어 있다.

## 유위법으로서의 마음
불교에서 마음(6식 또는 8식, 즉 심왕)은 무위법이 아닌 유위법이다. 즉, 인연 화합의 산물이다. 즉, 마음(6식 또는 8식, 즉 심왕)은 고정되어 있지 않으며, 온갖 경계들과 마음작용들과의 관계 속에서 모든 유위법이 겪는 생주이멸(生住異滅)의 4상(四相)의 생멸변화를 인과의 법칙에 따라 경험하면서 찰나에서 찰나로 흘러가는 유동체이다. 마음의 이러한 찰나에서 찰나로의 천류(遷流)를 특별히 가리켜 상속(相續) 혹은 심상속(心相續, 산스크리트어: citta-dhra, 영어: mindstream)이라고 한다.
불교의 인간관에서 볼 때, 일생의 한 순간의 단면에서는 5온의 개별 혹은 화합(다른 말로는, 4종의 유위법의 개별 또는 집합)이, '나'라고 하는, 인간 존재의 주체 또는 자아로 간주되지만, 일생 전체에 있어서는 이 같은 심상속이 인간 존재의 주체 또는 자아로 간주되기도 한다. 또한, 이 같은 심상속이 전생과 금생 그리고 후생으로 이어지는 윤회의 주체 또는 자아로 간주되기도 한다.

## 유루·무루법과 마음
마음(6식 또는 8식, 즉 심왕)은 유루와 무루에 모두 통한다. 즉, 염오에 빠져 괴로움에 허덕이게 될 수도 있고 청정해져서 열반의 즐거움을 누릴 수도 있다. 불교의 인과설에 따르면 무위법이자 무루법인 멸제(깨달음·열반·진여)는 모든 유위법에 대해 인(因)이 될 수도 있고 연(緣)이 될 수도 있는데, 이러한 점은 마음이 무루에 통하는 것뿐만 아니라 무위를 증득(證得) 또는 증오(證悟)하는 것과 직접적인 관련이 있다 (무위는 증득 또는 증오되는 것, 즉 경험되는 것이지 생겨나는 것이 아니다).
즉, 유위 무루법인 도제(道諦: 수행)를 통해 마음은 무위법이자 무루법인 멸제(깨달음·열반·진여)를 성취하게 된다. 달리 말해, 유위 무루법의 나룻배를 타고 유위의 이 언덕[此岸]에서 무위의 저 언덕[彼岸]으로 건너가게 된다. 이와 관련하여, 부파불교에서는 열반을 증득(證得)한다는 표현을 주로 사용하고 대승불교에서는 진여를 깨친다[證悟]는 표현을 주로 사용한다. 대승불교 중 선종에서는 견성(見性: [진여의 본래] 성품을 보다)이라는 표현을 주로 사용한다.
또한, 마음(6식 또는 8식, 즉 심왕)과 마음작용(심소)을 합하여 마음이라 하기도 한다. 예를 들어, 마음(6식 또는 8식, 즉 심왕)이 해(害)의 마음작용(심소)과 상응해 있는 경우는 악한 마음 혹은 나쁜 마음 혹은 오염된 마음들에 속하고, 마음(6식 또는 8식, 즉 심왕)이 불해(不害)의 마음작용(심소)과 상응해 있는 경우는 선한 마음 혹은 좋은 마음 혹은 청정한 마음들에 속한다. 전자의 경우 마음(6식 또는 8식, 즉 심왕)은 유위 유루의 상태에 있는 것이고, 후자의 경우 마음(6식 또는 8식, 즉 심왕)은 유위 무루의 상태에 있는 것이다. 마음(6식 또는 8식, 즉 심왕)이 어떤 마음작용(심소)과 상응하였는가에 따라 반드시 그 상응에 따른 과보를 낳게 된다는 것은 불교의 근본입장 중 하나이다. (참고: 인과법칙, 12연기, 업)

## 법체계에서의 마음

### 5온
5온(五蘊)의 법체계에서, 마음(6식 또는 8식, 즉 심왕)은 색온·수온·상온·행온·식온 가운데 식온(識蘊)에 해당한다. 5온의 법체계에 따르면, 마음은 대상을 지각·표상·분석·판단·종합하여 인식을 하는 힘, 즉 수온·상온의 힘과 욕구하고 의지하고 표상하는 힘, 즉 행온·상온의 힘을 본질로 한다. 즉, 인식력과 의지력을 본질로 한다. 식온을 비롯한 5온은 모두 유위법이며, 또한 유루와 무루 둘 다에 통한다. 식온(識蘊)은 의근(意根), 즉 18계의 의계(意界)를 포함한다.

### 12처
12처(十二處)의 법체계에서, 마음(6식 또는 8식, 즉 심왕)은 안처(眼處)·이처(耳處)·비처(鼻處)·설처(舌處)·신처(身處)·의처(意處)의 6근(六根) 또는 6내처(六內處) 가운데 의처(意處)에 해당한다. 6내처의 나머지 5처(五處)는 모두 의처(意處), 즉 마음(6식 또는 8식, 즉 심왕)이 물질적 사물을 인식 또는 요별할 때 사용되는 소의(所依: 의지처, 도구, 감각 기관)이며, 5근(五根)이라고도 한다. 의처(意處)는 의근(意根), 즉 18계의 의계(意界)를 포함한다.

### 18계
18계(十八界)의 법체계에서, 마음(6식 또는 8식, 즉 심왕)은 안식계·이식계·비식계·설식계·신식계·의식계·의계의 7심계(七心界)에 해당한다. 7심계는 단순히 7계(七界)라고도 하며 의처(意處)라고도 한다.
7심계는 안식계·이식계·비식계·설식계·신식계·의식계의 6식과 의계(意界)로 분류된다. 7심계 중 의계는 6식 모두의 소의(所依: 성립 근거, 도구, 기관)가 되는 의근(意根)이다. 달리 말해, 의계 즉 의근은 제6식인 의식계의 소의가 될 뿐 아니라 안식계·이식계·비식계·설식계·신식계의 5식의 소의도 된다. 또한, 이러한 이유로 의근은 색계·성계·향계·미계·촉계·법계의 6계(六界) 또는 6경(六境)을 전체적으로 취할 수 있다.
예를 들어, 요리 전문가가 요리의 색깔과 형태를 보고 맛이 어떠하리라는 것을 예측하는 경우, 색깔과 형태를 보고 인식하는 것은 오로지 눈(안근)과 안식(안식계)이며 예측하는 것은 음식에 대해 축적(기억)된 시각(색깔과 형태)과 미각(맛)의 경험에 근거하여 현재의 대상(요리)을 분석 · 종합하는 의식계, 즉 제6식(설일체유부의 경우) 또는 후3식(유식유가행파의 경우)이 관계한 것이다. 이 때, 축적된 경험, 즉 기억이 의계(意界) 즉 의근(意根)에 해당한다.

### 5위 75법과 5위 100법
부파불교의 설일체유부의 5위 75법의 법체계와 대승불교의 유식유가행파와 법상종의 5위 100법의 법체계에서, 마음(6식 또는 8식, 즉 심왕)은 심법(心法)에 해당한다. 이들 부파 또는 종파들에서는 마음을 심(心) 또는 심법(心法)이라고 함에 대해 마음의 여러 작용을 통칭하여 심소(心所) 또는 심소법(心所法, mental factors)이라고 하며, 심법과 심소법의 대상을 색(色: 3계의 물질)이라고 한다.
부파불교의 설일체유부 등의 경우, 마음은 안식·이식·비식·설식·신식·의식의 6식(六識)을 말하는데, 제6식인 의식은 의근(意根), 즉 18계의 의계(意界)를 포함한다.
대승불교의 유식유가행파 등의 경우, 마음은 6식에 제7식의 말나식과 제8식의 아뢰야식을 더한 8식(八識)을 말하는데, 보다 정확히 말하자면, 부파불교의 설일체유부 등에서 마음이라고 보는 6식 중 제6식인 의식의 더 깊은 면인 제7식의 말나식과 제8식의 아뢰야식을 제6식과 구분하여 설정했을 때 성립되는 8식(八識)을 말한다. 부파불교의 6식과 마찬가지로 8식은 의근(意根), 즉 18계의 의계(意界)를 포함한다. (엄밀히 말하면 전찰나의 6식 또는 8식을 의근이라고 하는데, 이에 대해서는 의근 문서를 참고하십시오.)
한편, 유식유가행파와 법상종에서는 제7식인 말나식(末那識)이 제6식인 의식의 가장 가까운 근거라는 의미에서, 말나식을 의식(제6식)의 의근(意根)이라고도 말한다.

## 같이 보기
- 89가지 마음
- 121가지 마음

## 참고 문헌
- 이 문서에는 다음커뮤니케이션(현 카카오)에서 GFDL 또는 CC-SA 라이선스로 배포한 글로벌 세계대백과사전의 내용을 기초로 작성된 글이 포함되어 있습니다.
- 권오민 (2003). 《아비달마불교》. 민족사.
- 세친 지음, 현장 한역, 권오민 번역 (K.955, T.1558). 《아비달마구사론》. 한글대장경 검색시스템 - 전자불전연구소 / 동국역경원. K.955(27-453), T.1558(29-1). |title=에 외부 링크가 있음 (도움말)
- 운허.  동국역경원 편집, 편집. 《불교 사전》. |title=에 외부 링크가 있음 (도움말)
- 중현 지음, 현장 한역, 권오민 번역 (K.956, T.1562). 《아비달마순정리론》. 한글대장경 검색시스템 - 전자불전연구소 / 동국역경원. K.956(27-680), T.1562(29-329). |title=에 외부 링크가 있음 (도움말)
- (중국어) 星雲. 《佛光大辭典(불광대사전)》 3판. |title=에 외부 링크가 있음 (도움말)
- (중국어) 세친 조, 현장 한역 (T.1558). 《아비달마구사론(阿毘達磨俱舍論)》. 대정신수대장경. T29, No. 1558, CBETA. |title=에 외부 링크가 있음 (도움말)
- (중국어) 중현 조, 현장 한역 (T.1562). 《아비달마순정리론(阿毘達磨順正理論)》. 대정신수대장경. T29, No. 1562, CBETA. |title=에 외부 링크가 있음 (도움말)

## 주해
1. ↑  5온은 곧 일체의 유위법이다. 그리고 설일체유부의 5위 75법의 법체계와 유식유가행파와 법상종의 5위 100법의 법체계는 모두 크게 유위법과 무위법으로 구성되어 있는데, 유위법에는 4종류, 즉 4위(位)가 있다. 설일체유부에서는 이 4종의 유위법을 색법(色法)·심법(心法)·심소법(心所法)·불상응행법(不相應行法)이라 하고, 유식유가행파와 법상종에서는 심법(心法)·심소법(心所法)·색법(色法)·심불상응행법(心不相應行法)이라 한다. 4종의 유위법의 배치 순서와 이들 각각의 구성원들의 개수와 성격에 대해서는 설일체유부와 유식유가행파·법상종 간에 차이가 있지만, 4종의 분류 자체는 동일하다.